# Stjepan Radić
Stjepan Radić (Trebarjevo Desno, 11 maggio 1871 – Zagabria, 8 agosto 1928) è stato un politico croato.
Nel 1905 fondò insieme al fratello Ante Radić il Partito Contadino Croato (HSS, Hrvatska Seljačka Stranka), uno dei maggiori partiti politici dell'epoca ed ancora esistente ai giorni nostri. Il programma del suddetto partito si incentrava sulla realizzazione di un'avanzata riforma agraria che tutelasse le masse contadine contro gli interessi dei grandi proprietari terrieri.
Nel 1918 con la fine dell'Impero austro-ungarico e la formazione di quello che verrà chiamato Regno dei Serbi, dei Croati e degli Sloveni, fu il sostenitore di una federazione nella quale venisse riconosciuta un'ampia autonomia alla Croazia. Il suo progetto venne però deluso dalla costituzione approvata il 28 giugno 1921 (cosiddetta Costituzione del giorno di San Vito), che di fatto limitava fortemente i poteri del parlamento, accrescendo contemporaneamente quelli dell'esecutivo e della corona, e limitando tra l'altro le autonomie locali. Radić a questo punto inaugurò una politica decisamente anti-monarchica, rendendosi protagonista di alcune iniziative clamorose, come quella di abbandonare il parlamento, o come quella di aderire nel 1923 a Mosca all'Internazionale contadina (Krestintern), iniziative queste che nel 1924 portarono al suo arresto. Nel 1925 venne liberato, e con l'ennesima clamorosa svolta politica formò un'alleanza di governo direttamente con il nazionalista serbo Nikola Pašić assumendo anche un incarico ministeriale. Tuttavia già nel 1927 ruppe l'alleanza, tornando all'opposizione.
Nel 1928 morì in seguito alle ferite riportate nell'attentato di cui fu vittima all'interno del parlamento a Belgrado insieme ai compagni di partito Pavle Radić (suo fratello) e Đuro Basariček, morti sul colpo. A sparare fu un deputato nazionalista serbo, Puniša Račić.
È sepolto nel Cimitero Mirogoj a Zagabria, e ora è rappresentato sulla banconota da 200 kune croate.